# Sorokyne
Sorokyne (Oekraïens: Сорокине en Russisch: Сорокино), is een stad in de Oekraïense oblast Loehansk, hemelsbreed ongeveer 48 km ten zuidoosten van de hoofdplaats Loehansk en 852 km ten zuidoosten van de hoofdstad Kiev. Krasnodon (Oekraïens: Краснодон) vanaf 12 mei 2016 officieel hernoemd naar Sorokyne.

## Bevolking
Op 1 januari 2021 telde Sorokyne naar schatting 42.582 inwoners. Het aantal inwoners vertoont al meerdere jaren een dalende trend: in 1970 had de stad nog 69.459 inwoners. De gemiddelde jaarlijkse bevolkingsgroei was −0,47% voor de periode 2014-2021.
| 1923  | 1926  | 1939   | 1959   | 1970   | 1979   | 1989   | 2001   | 2014   | 2021   |
| ----- | ----- | ------ | ------ | ------ | ------ | ------ | ------ | ------ | ------ |
| 4.035 | 4.933 | 22.287 | 37.952 | 69.459 | 47.868 | 52.885 | 50.560 | 44.014 | 42.582 |

In 2001 bestond de stad etnisch uit Russen (33.447 personen - 63,3%) en Oekraïners (14.846 personen - 33,2%). Uitgezonderd van 564 Wit-Russen (1,3%), 182 Roma, 153 Armeniërs en 151 Tataren waren er geen andere vermeldenswaardige minderheden.
De meest gesproken taal in de stad is het Russisch. In 2001 sprak 90,75% van de bevolking het Russisch als eerste taal (45.304 personen), terwijl 8,46% van de bevolking het Oekraïens als eerste taal sprak. Er werden ook andere talen gesproken, maar elk van deze talen hadden minder dan 100 sprekers.

## Geboren
- Sergej Kozlov (7 november 1963), minister-president van de separatistische volksrepubliek Loegansk